# Nowinki (Kochanów)
Nowinki – przysiółek wsi Kochanów w Polsce, położony w województwie mazowieckim, w powiecie przysuskim, w gminie Borkowice.
W latach 1975–1998 przysiółek należał administracyjnie do województwa radomskiego. 
Przez Nowinki wiedzie  szlak czerwony "Partyzancki" im. mjr. Henryka Dobrzańskiego. Znajduje się tam pomnik ku czci pomordowanych mieszkańców Bryzgowa, Kochanowa i Długiej Brzeziny w czasie II wojny światowej.
Wierni Kościoła rzymskokatolickiego należą do parafii Najświętszego Serca Jezusowego w Nadolnej.